# Ronde van Frankrijk 2020/Tiende etappe
De tiende etappe van de Ronde van Frankrijk 2020 werd verreden op 8 september met start in Le Château-d'Oléron op het Île d'Oléron en finish op het Île de Ré in Saint-Martin-de-Ré. 
| Île d'Oléron – Île de Ré (168,5 km) |                |                          |          |
| Plaats                              | Naam           | Ploeg                    | Tijd     |
| 1                                   | Sam Bennett    | Deceuninck–Quick-Step    | 3u35'22" |
| 2                                   | Caleb Ewan     | Lotto Soudal             | z.t.     |
| 3                                   | Peter Sagan    | BORA-hansgrohe           | z.t.     |
| 4                                   | Elia Viviani   | Cofidis                  | z.t.     |
| 5                                   | Mads Pedersen  | Trek-Segafredo           | z.t.     |
| 6                                   | André Greipel  | Israel Start-Up Nation   | z.t.     |
| 7                                   | Bryan Coquard  | B&B Hotels-Vital Concept | z.t.     |
| 8                                   | Cees Bol       | Team Sunweb              | z.t.     |
| 9                                   | Jasper Stuyven | Trek-Segafredo           | z.t.     |
| 10                                  | Luka Mezgec    | Mitchelton-Scott         | z.t.     |

| Algemeen klassement |                    |                       |           |
| Plaats              | Naam               | Ploeg                 | Tijd      |
| Gele trui           | Primož Roglič      | Team Jumbo-Visma      | 42u15'23" |
| 2                   | Egan Bernal        | Team INEOS Grenadiers | + 21"     |
| 3                   | Guillaume Martin   | Cofidis               | + 28"     |
| 4                   | Romain Bardet      | AG2R La Mondiale      | + 30"     |
| 5                   | Nairo Quintana     | Arkéa Samsic          | + 32"     |
| 6                   | Rigoberto Urán     | EF Education First    | z.t.      |
| 7                   | Tadej Pogačar      | UAE Team Emirates     | + 44"     |
| 8                   | Adam Yates         | Mitchelton-Scott      | + 1'02"   |
| 9                   | Miguel Ángel López | Astana Pro Team       | + 1'15"   |
| 10                  | Mikel Landa        | Bahrain McLaren       | + 1'42"   |
|                     |                    |                       |           |
| 13                  | Bauke Mollema      | Trek-Segafredo        | + 2'31"   |
| 37                  | Wout van Aert      | Team Jumbo-Visma      | + 47'50"  |

## Opgaven
- Domenico Pozzovivo (NTT Pro Cycling); niet gestart
- Sam Bewley (Mitchelton-Scott); opgave tijdens de etappe vanwege een polsbreuk

1e etappe ·
2e etappe ·
3e etappe ·
4e etappe ·
5e etappe ·
6e etappe ·
7e etappe ·
8e etappe ·
9e etappe ·
10e etappe ·
11e etappe ·
12e etappe ·
13e etappe ·
14e etappe ·
15e etappe ·
16e etappe ·
17e etappe ·
18e etappe ·
19e etappe ·
20e etappe ·
21e etappe
Startlijst · Eindstanden · Afbeeldingen